# Armeria genesiana subsp. belmonteae
Armeria genesiana subsp. belmonteae é uma subespécie de planta com flor pertencente à família Plumbaginaceae. 
A autoridade científica da subespécie é (P. Silva) Nieto Fel., tendo sido publicada em Anales del Jardín Botánico de Madrid 44: 333. 1987.

## Portugal
Trata-se de uma subespécie presente no território português, nomeadamente em Portugal Continental.
Em termos de naturalidade é endémica da Península Ibérica.

## Protecção
Não se encontra protegida por legislação portuguesa ou da Comunidade Europeia.